# 제주신문
제주신문(濟州新聞)은 제주특별자치도에서 매일 발행되는 지방일간 신문이다. 사시는 정론직필 공정보도 인권수호이다. 

제주신문은 2007년 4월24일 제주우먼타임스 발행을 시작으로. 2008년 시사저널 제주프레스 2013년 11월22일 일간지 제주신문(濟州新聞)]으로 제호를 변경 했다. 2015년 4월24일 제주시 도공로 9-1번지에 32면 10칼라 윤전기를 갖춘 신사옥을 준공식을 했다. 제주신문(濟州新聞)은 대한민국 언론 역사상 최초로 여성이 창간한 첫 일간 신문이다.